# Музей М. Е. Салтыкова-Щедрина (Тверь)
Музей М. Е. Салтыкова-Щедрина — литературно-мемориальный музей, посвящённый жизни и творчеству писателя, общественного деятеля М. Е. Салтыкова-Щедрина на Тверской земле.
Является филиалом Тверского государственного объединённого музея.

## История
Музей был открыт в 1976 году, в честь 150-летнего юбилея писателя, в каменном двухэтажном особняке по проекту художника Юрия Леонидовича Керцелли, где М.Е. Салтыков-Щедрин жил в 1860—1862 годах, находясь на посту вице-губернатора Твери.
Музей расположен в центральной части города, в доме 11/37 на пересечении улицы Салтыкова-Щедрина с Рыбацкой. Экспозиция музея насчитывает более 800 экспонатов. Музей является одним из центров культурной жизни города: помимо экскурсий по экспозиции музея и выставкам в нём проводятся литературные вечера, встречи, научные конференции.
С 2017 года и по настоящее время музей закрыт на ремонтно-реставрационные работы.

## Литература

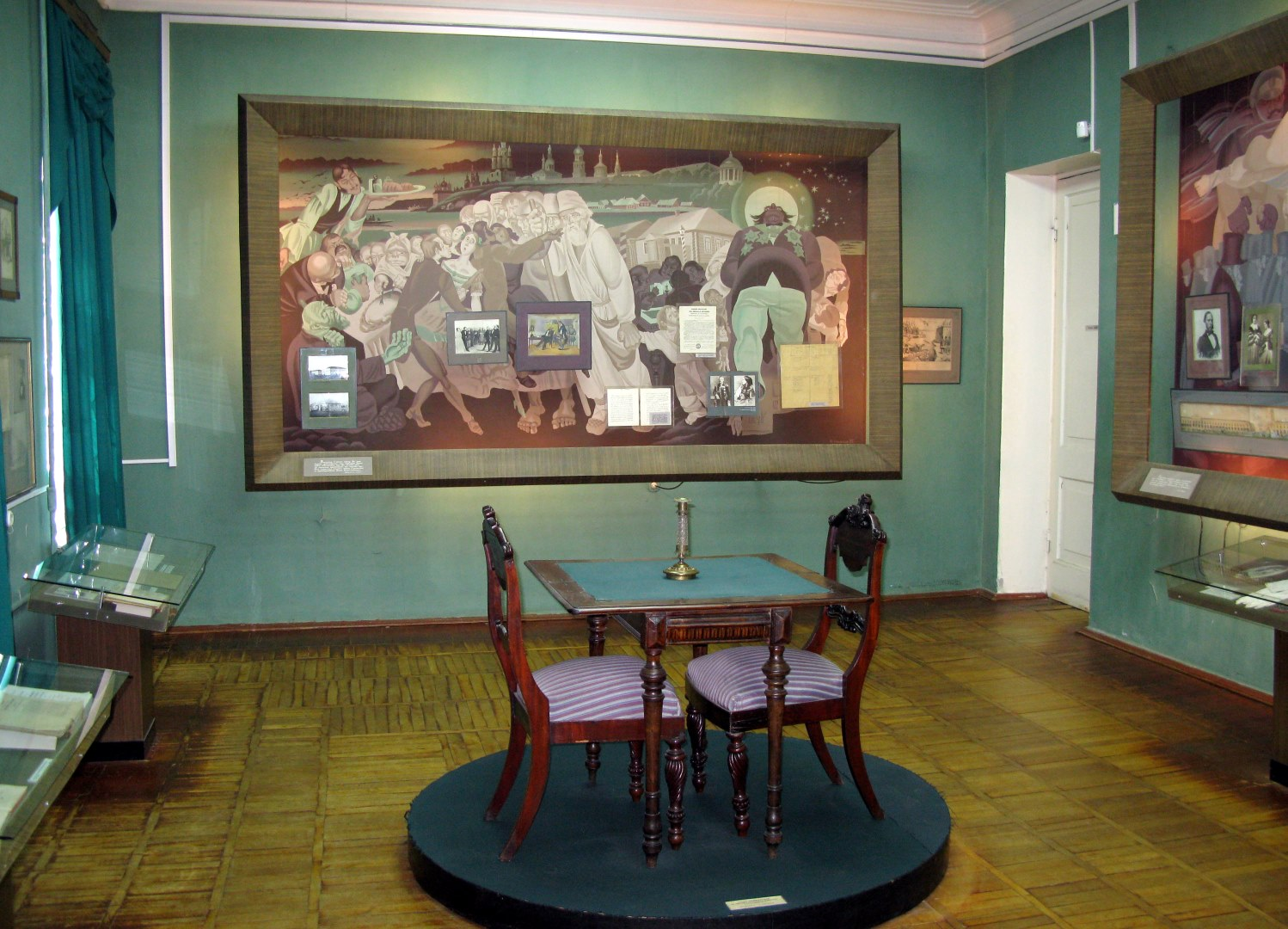
Интерьер музея М. Е. Салтыкова-Щедрина